# Pascale Cossart
Pascale Cossart (nascuda el 21 de març de 1948) és una bacteriòloga de l'Institut Pasteur de París i la principal autoritat sobre Listeria monocytogenes,un patogen mortal d'origen alimentari, responsable de l'encefalitis, meningitis, bacterièmia, gastroenteritis i altres malalties.

## Biografia
Nascuda a una família d'industrials, Pascale Cossart començà a sentir interès per la ciència a la secundària.Va estudiar química a Lille, on va obtenir un màster en ciències. El 1971 va obtenir un màster en ciències a la Universitat de Georgetown, i, el 1977, un doctorat en ciències sota la supervisió de Georges Cohen a la Universitat París VII. Va completar la seva beca postdoctoral a l'Institut Pasteur.Actualment és professora i cap del l'Unité des Interactions Bactéries Cellules a l'Institut Pasteur. El 1998, va rebre el Premi Richard Lounsbery i el Premi L'Oréal-Unesco per a les dones i la ciència.També fou guardonada amb el Permi Balzan de malalties infeccioses: aspectes bàsics i clínics el 2013.

## Recerca
La investigació de Cossart s'ha centrat en la infecció per bacteris intracel·lulars, i en particular en l'agent infecciós Listeria monocytogenes.
Listeria és un bacteri patogen transmès per aliments, responsable de nombroses malalties i una taxa de mortalitat del 30%. El bacteri és un dels millors models de parasitisme intracel·lular perquè és especialment resistent, capaç de sobreviure en diverses cèl·lules, creuar múltiples barreres hostes i es propaga mitjançant ActA, la proteïna responsable de la motilitat basada en l'actina. L'elucidació de les bases moleculars d'aquesta motilitat va contribuir molt a la comprensió dels mecanismes de polimerització del citoesquelet.
El treball de Cossart ha posat de manifest els processos genètics i bioquímics que fan que Listeria sigui tan eficaç i letal, en identificar el gen bsh; mecanismes reguladors com un termosensor d'ARN que controlen l'expressió dels gens de virulència com ara el bsh; i les formes en què Listeria entra a les cèl·lules i travessa barreres fisiològiques com la barrera hematoencefàlica, la barrera intestinal i la barrera placentària. El descobriment realitzat pel laboratori de Cossart de la interacció entre la proteïna de L. monocytogenes, la internalina i el seu receptor cel·lular, E-cadherina, va ser el primer estudi que va demostrar amb èxit el mecanisme molecular que permet a un agent bacterià de creuar la barrera placentària.
El 2009 Cossart va publicar el que ella descriu com el primer "mapa d'operons bacterians": el programa transcripcional que regula el comportament de Listeria en diferents condicions ambientals.Més recentment, en fer l'exploració del transcriptoma de Listeria monocytogenes, ha definit un panorama de l'expressió dels gens de virulència i ha destacat nous mecanismes reguladors (ARN no codificant, riboswitch).
Com a part del seu treball, també ha desenvolupat importants eines biològiques, incloent-hi un ratolí transgènic que va ser el primer model animal en superar l'especificitat de l'espècie bacteriana. El ratolí portava una versió humana d'un receptor de membrana de cèl·lules hostes que L. monocytogenes utilitzava per entrar a les cèl·lules.

## Publicacions destacades
- Cellular Microbiology, 2a ed. (llibre de text), editat per Pascale Cossart, Patrice Boquet i Staffan Normark
- Science 1 de juny del 2001
- Nature, 17 de maig del 2009

## Premis i distincions
- Premi Carlos J. Finlay de Microbiologia (1995)
- Medalla Louis Rapkine (1997))[7]
- Premi Richard Lounsbery (1998)
- Premi L'Oréal-Unesco per a les dones i la ciència (1998)
- Comandant de la Legió d'Honor (2013 - oficial el 2007)[8]i comandant de l'Orde Nacional del Mèrit.
- Medalla d'or Louis Pasteur (2000), Societat sueca de medicina
- Premi Valade (2003), Fundació de França
- Conferència Margaret Pittman, National Institutes of Health (2003)[9]
- Premi Membre Internacional de l'Any GlaxoSmithKline (2007)[10]
- Premi Descartes (2007)[7]
- ERC Advanced Grant Award (2008)[7]
- Premi FEBS / EMBO per a dones en ciència.[7]

- Presidenta del Conseil Scientifique de l'Institut Pasteur
- Secretària perpètua de l'Acadèmia Francesa de les Ciències
- Membre del Consell Nacional de la Ciència francès
- Membre de l'American Society for Microbiology
- Membre de l'Akademie der Wissenschaften
- Premi Robert Koch (2007)
- Premi Louis-Jeantet de Medicina (2008)[11]
- Membre estranger de la Royal Society de Londres (2010)
- Premi Balzan (2013)
- Permi Ernst Jung de la Fundació Jung (2017)
- FEMS Premi Lwoff (2019)[12]